# Mae Hong Son (stad)
Mae Hong Son (Thais: แม่ฮ่องสอน) is een Thaise stad in de regio Noord-Thailand. Mae Hong Son is de hoofdstad van de provincie Mae Hong Son en het district Mae Hong Son. De stad heeft ongeveer 17.000 inwoners.
De Pai-rivier stroomt door Mae Hong Son. Mae Hong Son heeft een vliegveld.

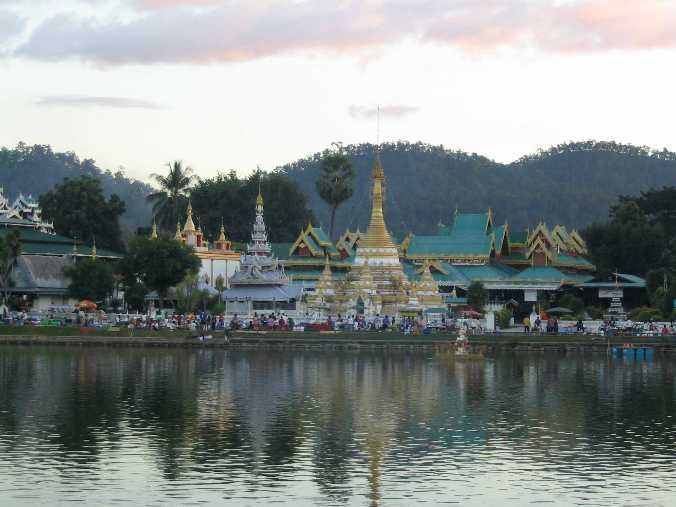
De tempels in Birmese stijl in Mae Hong Son